# Padbiarezzie (obwód mohylewski)
Padbiarezzie (biał. Падбярэззе; ros. Подберезье) – wieś na Białorusi, w obwodzie mohylewskim, w rejonie mohylewskim, w sielsowiecie Zawadskaja Słabada.